# Bertrand Bouyx
Bertrand Bouyx, né le 26 mai 1970 à Juvisy-sur-Orge (France), est un homme politique français.
Élu dans la 5e circonscription du Calvados, il est député depuis 2017.
En février 2024, il quitte Renaissance pour rejoindre Horizons, le parti d'Édouard Philippe.

## Études et parcours professionnel
Il obtient un doctorat en pharmacie à l'université Paris-Sud en 1998. Salarié de la pharmacie d'Argouges, il s'est ensuite installé à Bayeux en 2003.

## Parcours politique
Un temps adhérent de l'UDI, il crée le comité En marche ! de Bayeux en 2016[réf. nécessaire].
Candidat LREM dans 5e circonscription du Calvados lors des élections législatives de 2017, il est élu au second tour avec 55,32 % des voix face à Cédric Nouvelot (LR).
Membre de la commission des affaires étrangères jusqu'à septembre 2018, il intègre ensuite la commission des affaires culturelles et de l'éducation.
En septembre 2018, après la nomination de François de Rugy au gouvernement, il soutient la candidature de Barbara Pompili à la présidence de l'Assemblée nationale.
Réélu en juin 2022, il intègre la commission des Affaires économiques.
En février 2024, il rejoint le groupe Horizons et indépendants. En réaction, Sylvain Maillard, le président du groupe Renaissance, lui demande de rendre ses bureaux et de renoncer à sa fonction de président de la délégation française à l’Assemblée parlementaire du Conseil de l’Europe, ce qu'il refuse.